# Silbernes Lorbeerblatt
Silbernes Lorbeerblatt (Sølvlaurbærblad) er den højeste sportsudmærkelse i Tyskland. Den blev indstiftet i 23. juni 1950 af Tysklands første forbundspræsident Theodor Heuss. Den gives til sportsfolk og -hold, der har vundet medaljer ved olympiske lege og paralympiske lege, vundet internationale titler eller har opnået flere topresultater ved internationale mesterskaber.
For at blive tildelt Silbernes Lorbeerblatt skal en sportsperson eller et hold indstilles af præsidenten for den tyske olympiske komité til forbundspræsidenten. Dennes embedskontor beslutter sammen med indenrigsministeriet endeligt tildelingen.

## Udvalgte modtagere

### Enkeltpersoner
- Franz Beckenbauer, fodbold
- Boris Becker, tennis
- Steffi Graf, tennis
- Hans Lenk, roning
- Dirk Nowitzki, basketball
- Birgit Prinz, fodbold
- Sebastian Vettel, formel 1
- Xu Huaiwen, badminton

### Hold
- Otter, roning (flere OL-medaljer)
- FC Bayern München, fodbold
- Team Telekom, cykling (for Tour de France 1997)
- Fodboldlandsholdet, mænd (for EM- og VM-titlerne)
- Fodboldlandsholdet, kvinder (for EM- og VM-titlerne)
- Håndboldlandsholdet, mænd (for VM 2007)